# Rawda

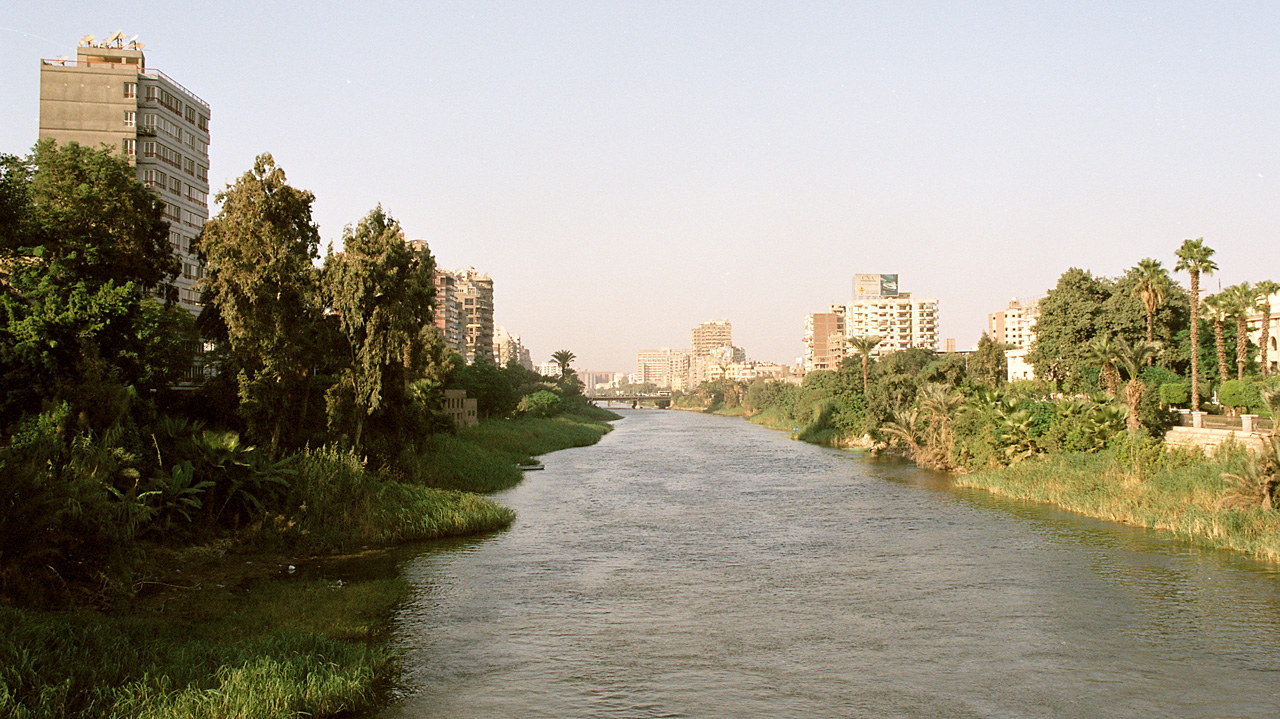
Canal de l'illa de Rawda.

L'illa de Rawda (àrab: جزيرة الروضة, jazīrat ar-Rawḍa, ‘illa del Jardí’) és una illa del riu Nil, al sud del Caire, de 3 km de llarg i 500 metres d'ample. Està unida als dos costats del riu per ponts. És famosa pel Nilòmetre de Rawda. A partir del segle x, s'hi van fer jardins, palaus i altres edificacions. En contra del que es pensava, no fou abandonada en època otomana sinó que fou una zona residencial per als habitants del sud del Caire. Al segle xix, s'hi van construir nous jardins, palaus i mesquites.